# Лиценз за търговски пилот
Лицензът за търговски пилот (на английски: Commercial Pilot Licence, CPL) заедно с Лиценза пилот на многоекипажен самолет (MPL) (на английски: Multi-Crew Pilot Licence, MPL) и Лиценза за транспортен пилот (ATPL) (на английски: Airline Transport Pilot Licence, ATPL) е вид професионален лиценз за пилот.
За България нормативната база за издаване на документи за правоспособност на пилотите се основава на закона за гражданското въздухоплаване. Юридически нормативните актове за издаване на свидетелствата се определят от Главна дирекция „Гражданска въздухоплавателна администрация“